# Hassan del Marocco
Hassan del Marocco (in in arabo الحسن بن محمد‎?; Rabat, 8 maggio 2003) è il principe ereditario del Marocco.

## Biografia

### Istruzione
Il principe Hassan è nato al palazzo reale di Rabat nel 2003, figlio primogenito di Muhammad VI e di Lalla Salma.
Nel 2008 entrò al Collège royal, dove frequentò anche gli studi secondari conseguendo con lode nel 2020 il baccalaureato internazionale in economia e scienze sociali.
Nello stesso anno iniziò a frequentare la facoltà di Governance, Scienze Economiche e Sociali (FGSES) dell'Università Politecnica Muhammad V, dove ha completato gli studi in relazioni internazionali nel 2025.
Nello stesso anno ha ricevuto la nomina di colonnello maggiore nelle Forze armate marocchine. Parla fluentemente quattro lingue: arabo, francese, inglese e spagnolo.

### Doveri ufficiali
A 14 anni, il 12 dicembre 2017, partecipò in Francia all'One Planet Summit, guadagnandosi l'ammirazione internazionale come partecipante più giovane. Nel settembre del 2019 rappresentò suo padre al funerale dell'ex presidente francese Jacques Chirac.
Il 17 novembre 2022 inaugurò l'Esposizione Internazionale e il Museo sulla Biografia del Profeta e la Civilizzazione Islamica alla sede dell'ICESCO. Il 22 aprile 2024 presiedette la cerimonia d'apertura del 16⁰ Salone Internationale dell'Agricoltura del Marocco (SIAM) a Meknès.

## Titoli e trattamento
- 8 maggio 2003 - attuale: Sua Altezza Reale, il principe ereditario del Marocco

## Ascendenza
|                         |     |                        | Genitori                     |  |  | Nonni |  |  | Bisnonni               |  |  | Trisnonni          |  |
|                         |     |                        |                              |  |  |       |  |  | Muhammad V del Marocco |  |  | Yusuf ben al-Hasan |  |
|                         |     |                        |                              |  |  |       |  |  | Muhammad V del Marocco |  |  | Yusuf ben al-Hasan |  |
|                         |     | Yaqut                  |                              |  |  |       |  |  | Muhammad V del Marocco |  |  |                    |  |
| Hasan II del Marocco    |     |                        |                              |  |  |       |  |  | Muhammad V del Marocco |  |  |                    |  |
|                         |     | Abla bint Tahar        | Mohammed al-Tahar bin Hassan |  |  |       |  |  |                        |  |  |                    |  |
|                         |     | Abla bint Tahar        | Mohammed al-Tahar bin Hassan |  |  |       |  |  |                        |  |  |                    |  |
|                         |     | Abla bint Tahar        | ...                          |  |  |       |  |  |                        |  |  |                    |  |
| Muhammad VI del Marocco |     | Abla bint Tahar        |                              |  |  |       |  |  |                        |  |  |                    |  |
|                         |     | ...                    | ...                          |  |  |       |  |  |                        |  |  |                    |  |
|                         |     | ...                    | ...                          |  |  |       |  |  |                        |  |  |                    |  |
|                         |     | ...                    | ...                          |  |  |       |  |  |                        |  |  |                    |  |
| Latifa Amahzoune        |     | ...                    |                              |  |  |       |  |  |                        |  |  |                    |  |
|                         |     | ...                    | ...                          |  |  |       |  |  |                        |  |  |                    |  |
|                         |     | ...                    | ...                          |  |  |       |  |  |                        |  |  |                    |  |
|                         |     | ...                    | ...                          |  |  |       |  |  |                        |  |  |                    |  |
| Hassan del Marocco      |     | ...                    |                              |  |  |       |  |  |                        |  |  |                    |  |
|                         | ... | ...                    |                              |  |  |       |  |  |                        |  |  |                    |  |
|                         | ... | ...                    |                              |  |  |       |  |  |                        |  |  |                    |  |
|                         | ... | ...                    |                              |  |  |       |  |  |                        |  |  |                    |  |
| Abdelhamid Bennani      | ... |                        |                              |  |  |       |  |  |                        |  |  |                    |  |
|                         |     | ...                    | ...                          |  |  |       |  |  |                        |  |  |                    |  |
|                         |     | ...                    | ...                          |  |  |       |  |  |                        |  |  |                    |  |
|                         |     | ...                    | ...                          |  |  |       |  |  |                        |  |  |                    |  |
| Salma Benanni           |     | ...                    |                              |  |  |       |  |  |                        |  |  |                    |  |
|                         |     | ...                    | ...                          |  |  |       |  |  |                        |  |  |                    |  |
|                         |     | ...                    | ...                          |  |  |       |  |  |                        |  |  |                    |  |
|                         |     | ...                    | ...                          |  |  |       |  |  |                        |  |  |                    |  |
| Naïma Bensouda          |     | ...                    |                              |  |  |       |  |  |                        |  |  |                    |  |
|                         |     | Fatma Abdellaoui Maâne | ...                          |  |  |       |  |  |                        |  |  |                    |  |
|                         |     | Fatma Abdellaoui Maâne | ...                          |  |  |       |  |  |                        |  |  |                    |  |
|                         |     | Fatma Abdellaoui Maâne | ...                          |  |  |       |  |  |                        |  |  |                    |  |
|                         |     | Fatma Abdellaoui Maâne |                              |  |  |       |  |  |                        |  |  |                    |  |